# Mazda CX-7
O CX-7 é um utilitário esportivo de porte médio-grande da Mazda. O CX-7 tem 3 modelos a disposição do público. O motor no entanto e o mesmo para todas as versões (4 cilindros turbo) com aproximadamente 245 Hp de potência.